# Кабео (кратер)
Кабео — ударний кратер на Місяці, розташований приблизно в 100 км від південного полюса Місяця. У цьому місці кратер видно з Землі під нахилом, і він майже постійно перебуває в глибокій тіні через брак сонячного світла. Отже, не так багато деталей можна побачити в цьому кратері навіть з орбіти. У телескоп цей кратер видно біля південного краю Місяця, на захід від кратера Малаперт і на південний-південний захід від кратера Ньютон.

## Опис

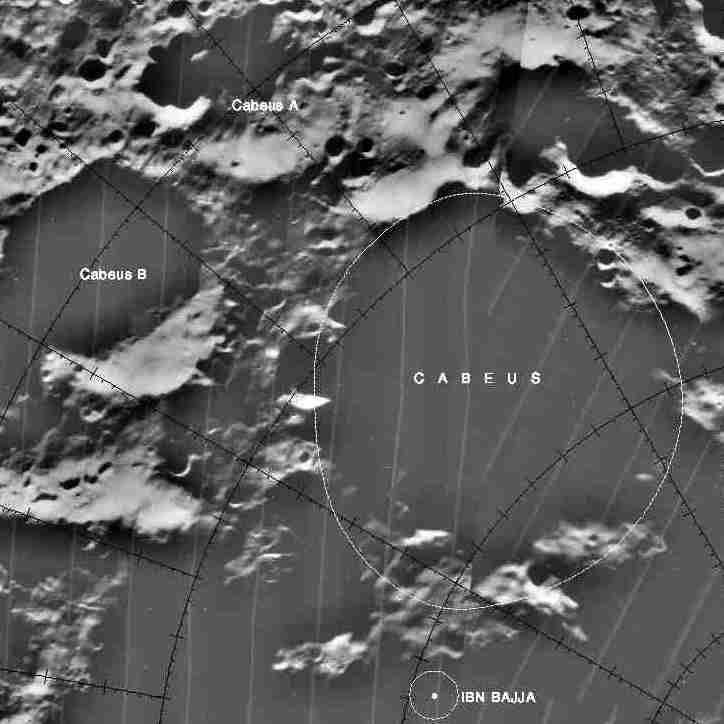
Кратер Кабео.

Назва кратера Кабео вперше з'явилася в праці 1651 року Almagestum Novum Джованні Річчолі, який назвав його на честь Нікколо Кабео. Проте кратер Кабео знаходився в тому місці, яке пізніше було присвоєно кратеру Ньютон. Офіційна назва та розташування цього кратера були прийняті комісією 17 МАС, як це встановлено в роботі Мері А. Благг і Карла Мюллера «Названі місячні утворення» 1935 року.
Цей кратер є зношеним утворенням, яке було зруйновано наступними ударами. Вал розмитий і нерівний, з помітними хребтами на північному та південному кінцях. Невеликий кратер лежить поперек північно-східного краю і також існує кратер розміром 10–11 км на внутрішньому дні біля західно-південно-західного краю. Поблизу центру дна кратера є невеликий хребет. Дно кратера має середню глибину 4 км і це 60 км в поперечнику. Нахил стінок кратера 10—15°.
Через те, що кратер розташований поблизу південного полюса Місяця, основна частина кратера освітлюється Сонцем лише 25 % кожного місячного дня. Внутрішні стіни отримують освітлення протягом 30 % місячної доби, а частина західного кінця кратера знаходиться в постійній тіні.

## Летючі речовини

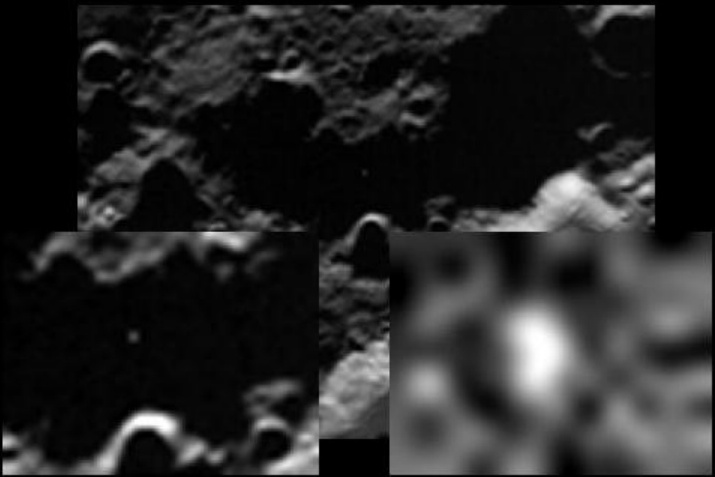
Спалах від удару LCROSS Centaur.

Південна полярна область Місяця була досліджена космічним кораблем Lunar Prospector і була виявлена ознака водню. Потенційні джерела цього водню включають водні відкладення від зіткнень комет або метеоритів, сонячний вітер або виділення газів. Цей кратер достатньо великий, щоб температура в затіненій області була нижче 100 К (−173 °C). Це дозволить водяному льоду залишатися на поверхні кратера або поблизу неї протягом мільярдів років без сублімації.

### LCROSS

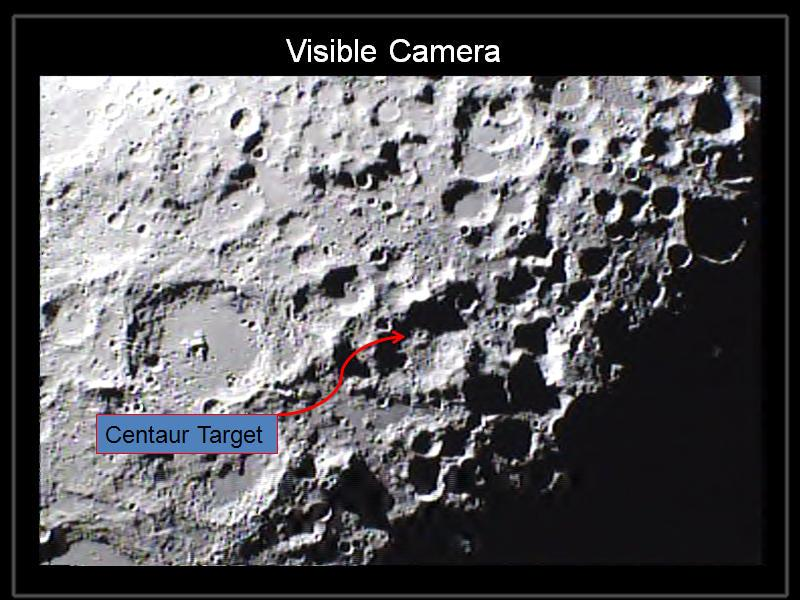
Район ураження ракети «Centaur» у кратері Кабео.

18 червня 2009 року Національне управління США з аеронавтики та дослідження космічного простору запустило ударний космічний корабель LCROSS для пошуку води на південному полюсі Місяця. 28 вересня 2009 року власне Кабео було обрано як ціль удару для місії LCROSS, замість супутнього кратера Кабео А. Зміна була внесена після перегляду останніх даних, зібраних іншими кораблями для дослідження Місяця, які вказували на те, що власне Кабео мав вищу концентрацію водню, ніж Кабео A.
Об 11:31 UTC 9 жовтня 2009 року верхній ступінь ракети-носія Atlas V зіткнувся з Кабео, а незабаром після цього зіткнувся і сам космічний корабель LCROSS. Удар «Кентавра» мав на меті викинути шлейф матеріалу з поверхні Місяця, який буде взято датчиками на космічному кораблі LCROSS під час проходження шлейфу. Але стовпи уламків були меншими, ніж передбачалося. Попередні дані, отримані за допомогою спектрометра LCROSS, підтверджують наявність води в кратері.
Аналіз спостережень плюму підтверджує наявність води в реголіті. Поглинання в ближньому інфрачервоному діапазоні можна пояснити льодом і водяною парою, тоді як випромінювання в ультрафіолеті вказує на наявність гідроксильних радикалів, що також підтверджує ймовірність наявності води. Розрахункова загальна кількість водяної пари та льоду в шлейфі становить до 155 ± 12 кг, або приблизно 5.6 ± 2.9% маси. Спостерігалися спектральні ознаки інших летких речовин, що збігалися з ознаками вуглекислого газу, легких вуглеводнів і сполук, що містять сірку.

### Чан'е 1
Орбітальний апарат Китайської Народної Республіки Чан'е-1, запущений у жовтні 2007 року, зробив перші детальні фотографії деяких полярних областей, де, ймовірно, знайдена вода у формі криги. Результати обробки даних з мікрохвильового радіометра показали можливість існування 2,8 % водяного льоду в реголіті кратера Кабео.

## Супутні кратери
За домовленістю ці об'єкти позначаються на місячних картах шляхом розміщення літери на тій стороні середини кратера, яка є найближчою до кратера Кабео.
| Кабео | Широта   | Довгота    | Діаметр |
| ----- | -------- | ---------- | ------- |
| А     | 82,2° пд | 39,1° зх.д | 48 км   |
| Б     | 82,4° пд | 53,0° з.д  | 61 км   |